# Benoîte (Pays basque)
Pour les articles homonymes, voir Benoît.
La benoîte (ou benoite) – serora ou andere serora en basque – était la gardienne de l'église et du cimetière dans les paroisses du Pays basque jusqu'au milieu du XIXe siècle. Elle habitait un logement de fonction, la « maison de la benoîte », ou « benoîterie », situé à l'entrée du cimetière.

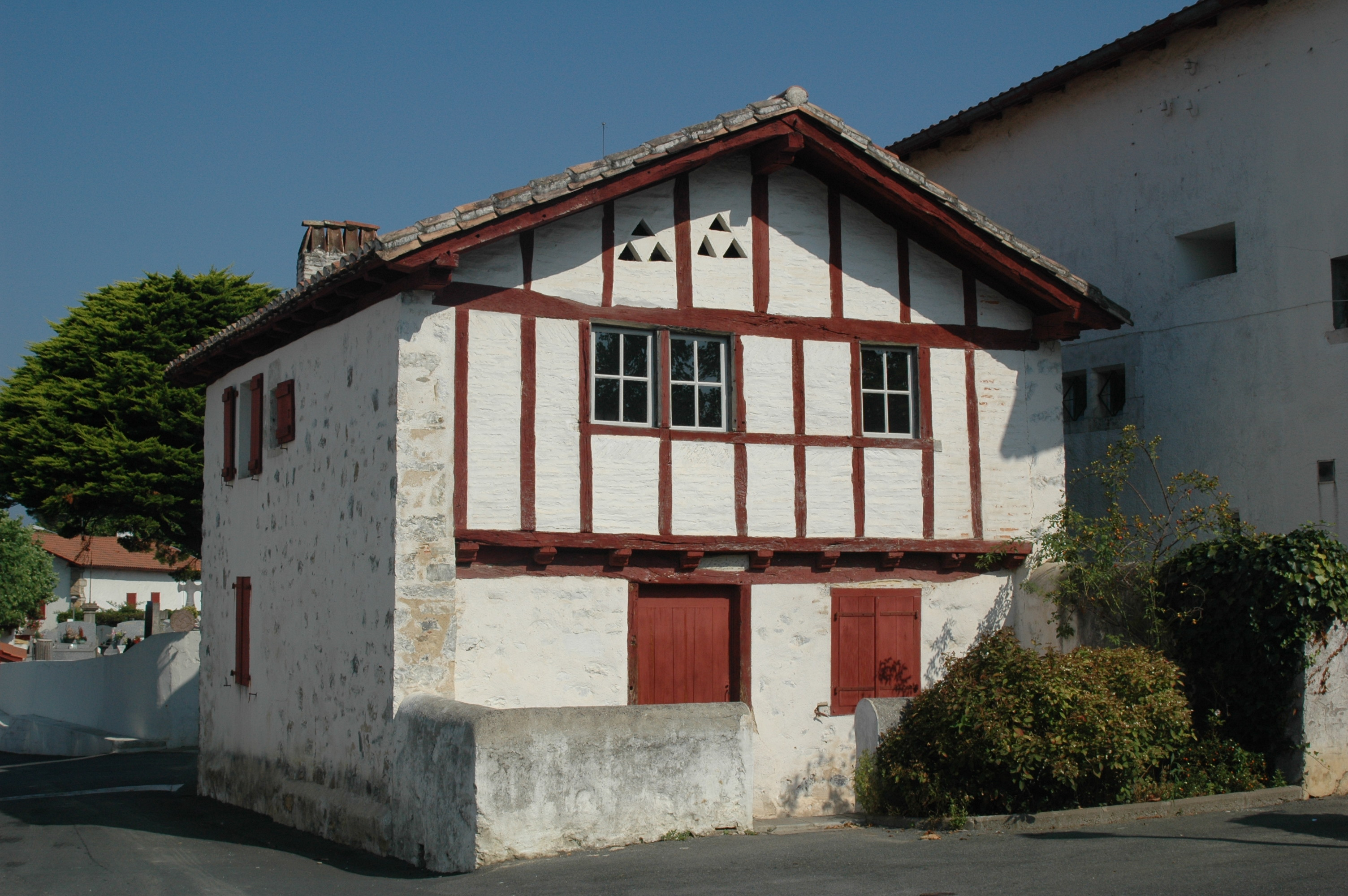
La benoîterie (XVIe siècle) d'Arbonne

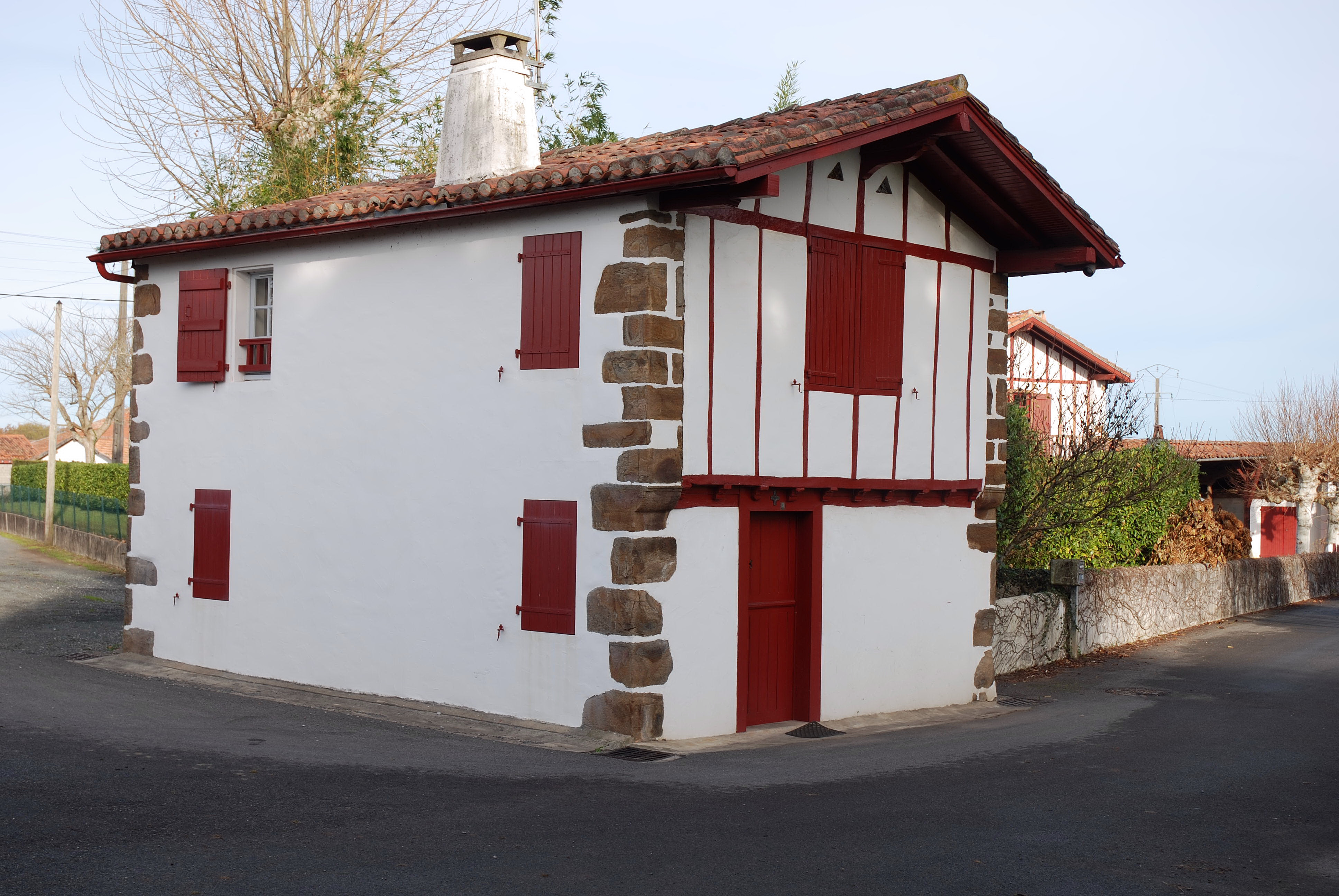
La benoîterie de Jatxou

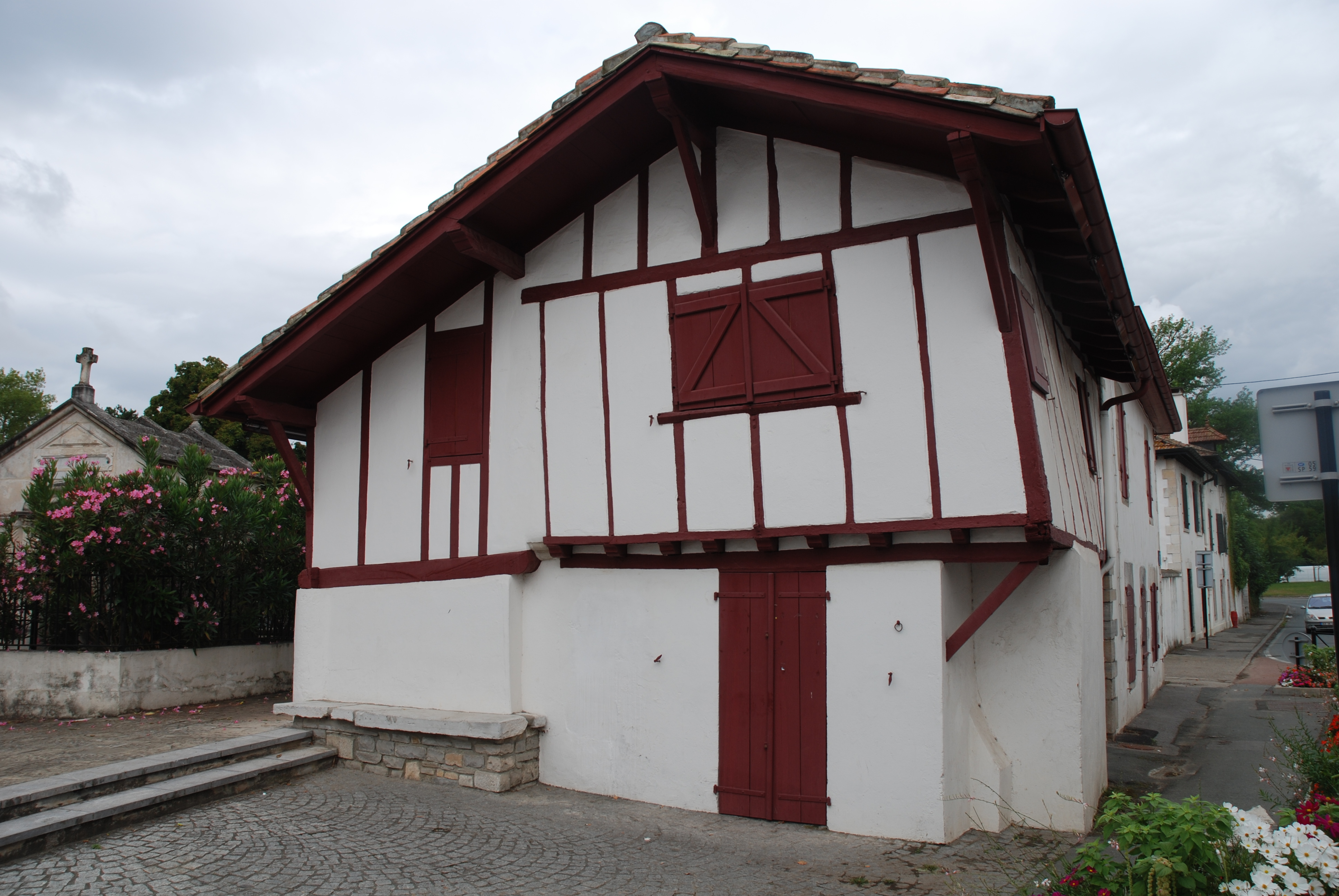
La benoîterie (XVIIe siècle) de Saint-Pierre-d'Irube

## Fonctions
La benoîte a la garde des clefs de l'église, et est chargée du nettoyage du sanctuaire, et de l'entretien des linges sacrés et des autels ainsi que des ornements sacerdotaux.

Elle sonne également les cloches pour les offices, mais également pour éloigner les orages et la grêle.

Elle a la tête et les épaules recouvertes d'un capulet, et à sa taille pend un chapelet.
On lui demande des prières, et elle distribue le pain bénit, aux côtés du curé. Elle accueille le cortège du mariage à l'église et porte sur un plateau les alliances qu'elle présente aux futurs époux.

Lors d'un décès, elle sonne le glas, remet la croix au premier voisin de la maison du mort, accueille le cortège funèbre à l'église et indique à l'assemblée les places à occuper. À Saint-Just-Ibarre par exemple, elle détermine la place d'une nouvelle tombe dans le cimetière.

## Ressources, privilèges et obligations
La benoîte est le plus souvent une jeune femme, de plus de trente ans généralement, ou une veuve, très rarement une femme mariée. Elle s'engage par contrat à servir l'Église pour le reste de sa vie, moyennant un logement de fonction (la benoîterie), des redevances en nature (blé, maïs, pain), et des rétributions lors des cérémonies religieuses (baptêmes, mariages, enterrements).

Son agrément par les habitants passe par la remise d'une dot à la paroisse, souvent d'un montant élevé, la charge étant parfois mise aux enchères. Son choix doit être ratifié par l'évêque. 

Elle bénéficie d'une petite maison et d'un jardin près de l'église. À Jatxou, la porte de la benoîterie est surmontée de la mention seroraenea (maison de la benoîte).

La tombe de la benoîte se trouve souvent à l'intérieur de l'église. À Sare, l'une d'elles est signalée par l'inscription :

## La benoîte dans l'histoire
XVIIe siècle
Pour Pierre de Lancre, intervenant en 1609 au Pays basque, à la tête de la commission d'enquête demandée par Henri IV pour purger le pays de tous les sorciers et sorcières sous l'emprise des démons, la benoîte était, dans l'exercice de ses fonctions, une manifestation du satanisme : 
« Il y a aussi en toutes les grandes églises du pays, une femme qu'ils appellent la bénédictine, qui fait fonction de Marguiller, je trouve qu'elle s'approche de trop des prêtres libertins (...), ici elle garde l'autel, blanchit et accommode les nappes et baille les fraises blanches aux petits Saints qui sont sur l’autel (...) »,.

XVIIIe siècle
En 1726, les deux benoîtes de Saint-Jean-de-Luz, nommées par les magistrats municipaux et choisies parmi « les personnes anciennes et dévotes », se rappelèrent au souvenir de leurs employeurs en réclamant une clarification de leurs devoirs et une augmentation de leurs revenus.
XXIe siècle
Aujourd'hui, il reste de cette tradition disparue des maisons appelées benoîteries. Certaines, comme à Arbonne, sont devenues des lieux culturels, qui accueillent des expositions. Une trentaine de ces maisons ont été répertoriées en Pays basque nord.
La benoîterie de Saint-Pierre-d'Irube est inscrite aux monuments historiques depuis 1991. Il en est de même pour celles d'Arbonne, de Bascassan et de Succos.
À Succos, la benoîterie est intégrée à l'ensemble église-cimetière. Un de ses murs extérieurs servait de fronton pour les parties de pelote basque.
À Bardos, la benoîterie était jadis accolée au château de Salha, du côté de l'église. Elle n'existe plus aujourd'hui mais est visible sur les anciennes photos.